# Посланці

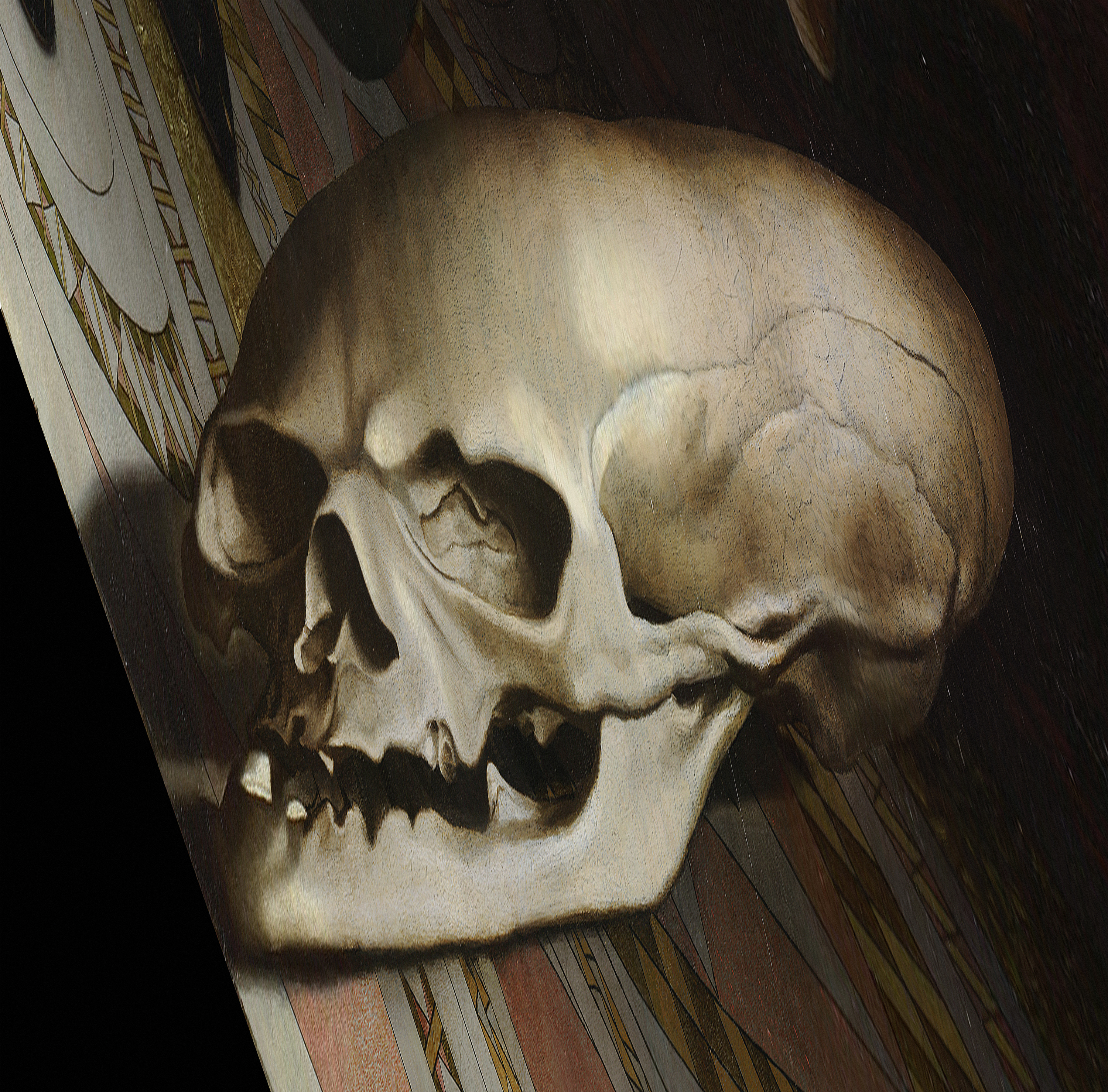
Модифікована на комп'ютері репродукція картини з цілим черепом і спотвореними портретами посланців

«Посланці»[джерело?] (англ. The Ambassadors) — картина Ганса Гольбейна Молодшого, створена 1533 року. Зберігається в Національній галереї (Лондон).

## Опис
На картині «Посланці» зображено двох багато вбраних чоловіків, що стоять перед високим столом, захаращеним безліччю предметів, що натякають на їхні релігійні, інтелектуальні та мистецькі уподобання. Це подвійний портрет посланців Жана де Дентвіля (ліворуч) та Жоржа де Сельви (праворуч). Проте картина має ще додатковий прихований сенс.
Найдивнішим на ній видається спершу незрозумілий видовжений предмет, поміщений на передньому плані. Якщо дивитися на нього з правого боку з близької відстані, видно, що це анаморфно спотворений череп. Сам череп є елементом символіки смерті, поширеним в натюрмортах ванітас, а незвичне його спотворення підкреслює віртуозну майстерність Гольбейна як художника.

## Інтерпретації
Гольбейн в своїй роботі реалізує образ подвійного зору — при побіжному погляді людини, заглибленої в життєву рутину, смерть здається якоюсь далекою ілюзорною плямою, на яку поки що не варто звертати уваги, — але при «особливому» погляді смерть постає як єдина реальність, а звичне життя на очах спотворюється, втрачає значення, перетворюючись на скороминущу ілюзію.
Історик науки Джон Девід Норт, викладач Гронінгенського університету, у своїй книзі «Секрет посланців», що вийшла другом 2002 року, пропонує свою інтерпретацію картини. Норт уважно дослідив зображені на картині глобуси, сонячні годинники, квадранти та торкветум. На його думку, всі ці інструменти разом вказують на місце й час відтвореної на картині сцени, а саме на 11 квітня 1533 року між третьою і четвертою годиною пополудні в Лондоні. 1533 року Страсна п'ятниця припадала саме на 11 квітня, а за Біблією, Христос помер у п'ятницю близько третьої години пополудні. Кут сонця на той час дня становив приблизно 27°. На кут 27° можна натрапити ще на багатьох місцях картини, наприклад, цей кут утворюється на зображеній в перспективі сторінці розгорнутого молитовника, на підручнику з арифметики, на одному з сонячних годинників та на торкветумі. 27 утворюється з числа 3 в третій ступені. В християнстві число 3 символізує Трійцю, тобто, на думку Нортона, йдеться про потрійну Троїцю. Проте ця теза не в усіх деталях залишається бездоганною, хоча й свідчить про можливість різнопланових тлумачень картини. Наразі серед мистецтвознавців не існує єдиної загальновизнаної інтерпретації картини «Посланці».